# Batalla de Dungan's Hill
La batalla de Dungan's Hill tuvo lugar en el condado de Meath, al este de Irlanda en agosto de 1647. Se luchó entre los ejércitos de los Confederados Católicos y del Parlamento inglés durante las guerras de los Tres Reinos. El ejército irlandés fue interceptado y destruido cuando se dirigía hacia Dublín. Aunque es un evento poco conocido, incluso en Irlanda, la batalla fue muy sangrienta (alrededor de 3000 bajas) y tuvo unas repercusiones políticas importantes. La victoria parlamentaria destruyó al ejército confederado de Leinster contribuyendo con el colapso de la causa confederada y dando paso a la conquista que llevó a cabo Oliver Cromwell en 1649.

## Preludio
En 1647, la Confederación católica tenía a toda la isla bajo control, excepto los enclaves Parlamentarios de los alrededores de Dublín, Cork y una avanzada escocesa en Úlster. El año anterior la confederación había rechazado llegar a un acuerdo con los Realistas a favor de eliminar las fuerzas británicas que quedaban en el país.
En agosto de 1647, el Ejército confederado de Leinster que estaba bajo el mando de Thomas Preston, intentaba tomar Dublín desde el acuartelamiento Parlamentario comandado por Michael Jones, cuando fue interceptado por estos últimos y obligado a entrar en batalla. Jones había marchado hacia Trim para relevar a las avanzadas Parlamentarios que se encontraban en su castillo. Preston, que había estado pisándole los pasos a Jone, intentó llegar a Dublín antes que el ejército Parlamentario, pero tan sólo cubrió 19 de los más o menos 60 kilómetros antes de que lo atrapasen en la colina de Dungan y tuviese que formar para entrar en combate.
La batalla se llevó a cabo cerca de Summerhill y a lo largo de la actual carretera entre Trim y Maynooth. Ambos ejércitos contaban con 6000 soldados.

## La batalla
Desde el punto de vista Parlamentario, la victoria se les presentaba por la incompetencia del comandante irlandés. Preston era un veterano de la guerra de los treinta años, en donde había sido comandante de la guarnición española en Lovaina, pero no tenía experiencia en combate abierto o manejando caballería. (Jones, por el contrario había sido oficial de caballería en la guerra civil inglesa) Como resultado, intentó mover su caballería a lo largo de un estrecho y cubierto carril (donde hoy día está la autopista), en donde quedaron atrapados y sometidos a fuego enemigo sin ser capaces de responder. La desmoralizada caballería irlandesa huyó del lugar abandonando a la infantería de Preston.
La infantería confederada estaba principalmente equipada con picas y mosquetones pesados e intentaron mantenerse en tercios al estilo español. Lo cual significaba que eran difícil de quebrar, pero también muy inmóvil, sin caballería que cubriese su engorrosa formación cuando se movía. Lo peor, era que Preston los había colocado en un gran campo amurallado, de modo que cuando su caballería huyó, los Parlamentarios pudieron rodearlos y atraparlos. Parte de la infantería irlandesa, los montañeses escoceses que había traído Alasdair MacColla, consiguieron cargar contra los hombres de Jones y atravesar entre ellos para llegar hasta un pantano cercano en donde la caballería inglesa no los podía seguir. Preston y unos 2-3000 hombres de su infantería consiguieron poner a salvo a los montañeses pero los restantes quedaron atrapados.
Existe controversia con lo que ocurrió después. La infantería irlandesa consiguió resistir varios ataques a su posición, antes de seguir a sus camaradas hacia la seguridad que les ofrecía el pantano. Hecho que les hizo perder su formación y que los Parlamentarios se situasen entre ellos y que luego los rodeasen en el pantanal. Las versiones de los Parlamentarios simplemente dicen que destruyeron a las fuerzas irlandesas. Las versiones irlandesas, sin embargo, aseguran que las tropas confederadas se rindieron y que fueron masacradas. Una versión, contada por un fraile católico llamado O Meallain, dice que encontraron a los cadáveres de los soldados irlandeses con las manos atadas. Un estudio reciente (Padraig Lenihan, Confederate Catholics at War, Cork 2001), sugiere que los irlandeses probablemente intentaron rendirse pero que, acorde a los convenios de guerra del siglo XVII, esto tenía que ser aceptado antes de tener derecho a ello. En este caso, no se aceptó y los soldados de infantería fueron masacrados. En la colina de Dungan murieron alrededor de 3000 soldados Confederados y un pequeño número de Parlamentarios. La mayoría eran soldados de infantería irlandeses que habían sido muertos en la última fase de la batalla. Los prisioneros eran principalmente oficiales por los que se podía lograr un rescate o intercambiarlos por soldados propios. Uno de ellos fue Richard Talbot, futuro Conde de Tyroconnell y Lord Diputado de Irlanda.
En el período inmediatamente posterior a la batalla, el ejército del Ulster de Owen Roe O'Neill llegó al Sur para proteger la toma de Leinster por Jones. Sin embargo, el ejército Confederado mejor entrenado y equipado había sido destruido y con ello, su última esperanza de ganar la guerra sin ayuda Realista.